# LA Bowl 2024
Match précédent Match suivant
Le LA Bowl 2024 est un match de football américain de niveau universitaire joué après la saison régulière de 2024, le 18 décembre 2024 au SoFi Stadium situé à Inglewood dans l'État de Californie aux États-Unis.
Il s'agit de la 4e édition du LA Bowl.
Le match met en présence l'équipe des Golden Bears de la Californie issue de la Atlantic Coast Conference et l'équipe des Rebels de l'UNLV issue de la Mountain West Conference (classée no 24 par le CFP).
Il débute vers 18 heures locales (3h00 le 19 décembre en France) et est retransmis à la télévision par ESPN.
Grâce à un accord marketing avec l'ancien joueur de la National Football League, Rob Gronkowski, et au parrainage d'Art of Sport (en), une filiale de Starco Brands, le match est officiellement dénommé le 2024 Art of Sport LA Bowl Hosted by Gronk.
UNLV remporte le match sur le score de 24 à 13.

## Présentation du match
Il s'agit de la 2e rencontre entre les deux équipes, la première ayant été gagnée 20 à 14 en 2022 à domicile par California.
| Équipes                                                                                            | Logos | Couleurs | Conférences | Entraîneurs                    | Stats. saison rég. | Classements avant le bowl | Classements avant le bowl | Classements avant le bowl |
| -------------------------------------------------------------------------------------------------- | ----- | -------- | ----------- | ------------------------------ | ------------------ | ------------------------- | ------------------------- | ------------------------- |
| Équipes                                                                                            | Logos | Couleurs | Conférences | Entraîneurs                    | Stats. saison rég. | CFP                       | AP                        | Coaches                   |
| Golden Bears de la Californie                                                                      |       |          | ACC         | Justin Wilcox (en) (8e saison) | 6 - 6              | NC                        | NC                        | NC                        |
| Rebels de l'UNLV                                                                                   |       |          | MWC         | Del Alexander (en) (intérim)   | 10 - 3             | no 24                     | no 24                     | no 24                     |
| - Arbitre : Ted Pitts (Sun Belt) - Équipe donnée favorite par les bookmakers : UNLV par 1,6 points |       |          |             |                                |                    |                           |                           |                           |

### Golden Bears de la Californie
Avec un bilan global en saison régulière de 6 victoires et 6 défaites (2-6 en matchs de conférence), California est éligible et accepte l'invitation pour participer au LA Bowl 2024.
Ils terminent 14e sur 17 de l'Atlantic Coast Conference.
À l'issue de la saison 2024 (bowl non compris), ils n'apparaissent pas dans les classements CFP, AP et Coaches.
Il s'agit de leur première participation au LA Bowl et le 26e bowl de leur histoire (bilan de 12-12-1),.

### Rebels de l'UNLV
Avec un bilan global en saison régulière de 10 victoires et 2 défaites (6-1 en matchs de conférence), UNLV est éligible et accepte l'invitation pour participer au LA Bowl 2024.
Ils terminent 2e sur 12 de la Mountain West Conference derrière #9 Boise State mais perdent contre cette équipe la finale de conférence7 à 21 et comptent ainsi un bilan de 10 victoires et 3 défaites avant le bowl.
À l'issue de la saison 2024 (bowl non compris), ils sont désignés no 24 aux classements CFP, AP et Coaches.
Il s'agit de leur première participation au LA Bowl et le 5e bowl de leur histoire (bilan 2-2),.